# ديفيد كابلان (سياسي)
ديفيد كابلان هو سياسي كندي، ولد في 15 نوفمبر 1964 في تورونتو في كندا، وتوفي بنفس المكان في 25 يوليو 2019. نشط حزبياً في الحزب الليبرالي في أونتاريو ‏. وقد انتخب عضو برلمان مقاطعة أونتاريو ‏ وانتخب Ministry of Health (Ontario) ‏.